# Kink

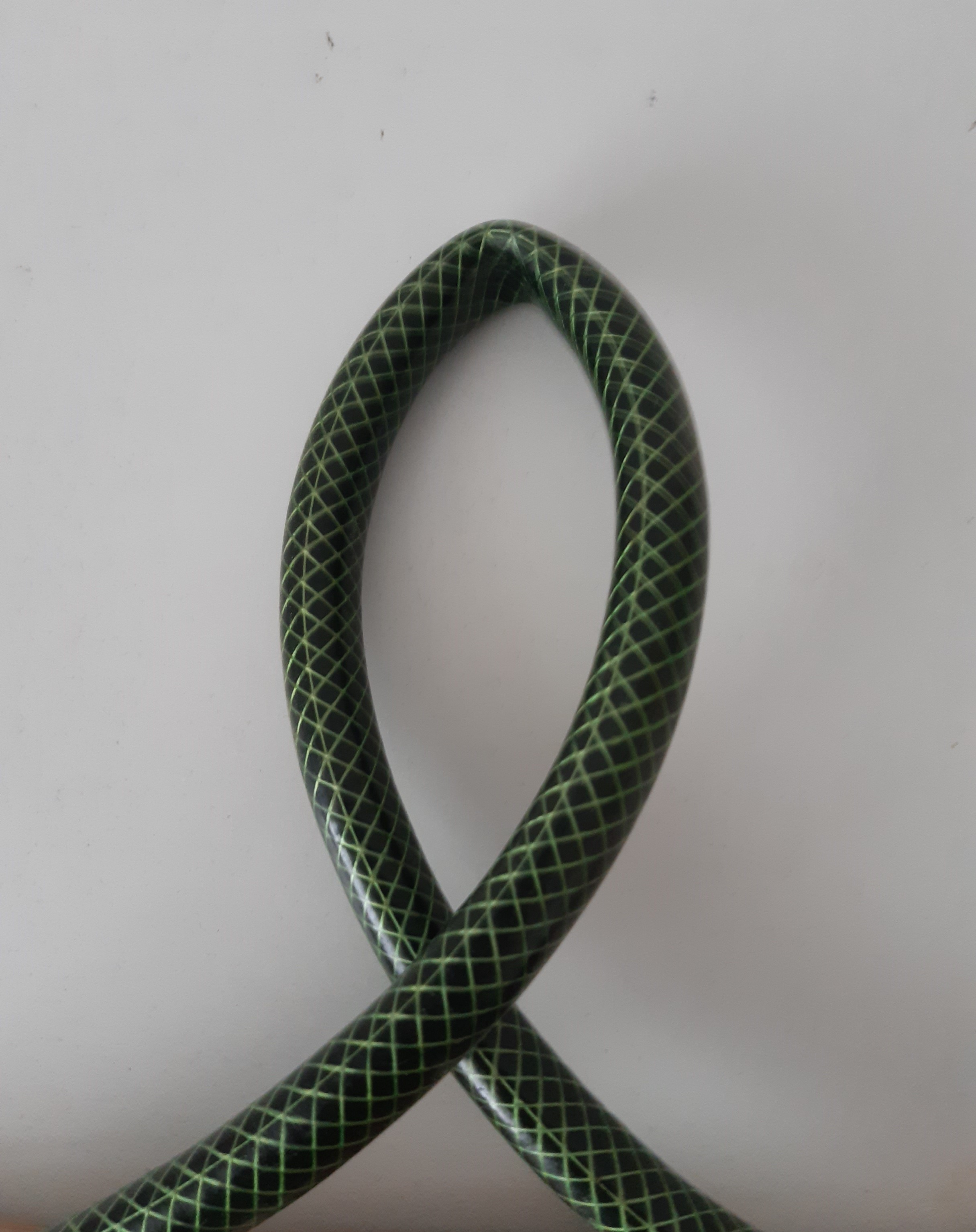
Een tuinslang met een kink

Een kink is een lus, die ontstaat door het om de lengteas verdraaien van snoeren, touwen, kabels, slangen enz.
Een kink kan ontstaan doordat een kabel, die eerst is opgehaspeld op een ronddraaiende spoel, daarna van de spoel wordt afgetrokken zonder dat de spoel ronddraait. De kabel wordt dan van de spoel afgetild. Als de kabel daarna wordt strakgetrokken voor het gebruik, dan ontstaan er kinken. Betreft het een geslagen touw, dan worden de strengen strakker om elkaar gewikkeld of (afhankelijk van de draairichting) losgewikkeld, waardoor het touw beschadigd raakt. Een touw (schoot) met een kink loopt vast in een katrol (blok) en een kink in een buis of slang belemmert de doorgaan van gas of vloeistof.

## Wetenswaardigheden
- Figuurlijk bedoelt men met een kink in de kabel een onverwacht opduikend probleem, of simpelweg dat er iets onklaar is. Deze zegswijze is al gedocumenteerd in 1726 door Carolus Tuinman.[1]
- Een in onbruik gebruikte geraakte zegswijze is in de kink lopen, dit betekent verkeerd lopen, ofwel spaak lopen.[2]